# Parc naturel de Powidz
Pour les articles homonymes, voir Powidz.
Le parc naturel de Powidz (en polonais : Powidzki Park Krajobrazowy) , est un parc naturel de Pologne, couvrant 24 600 hectares, qui a été créé en 1998.
Le parc s'étend dans le centre-est de la voïvodie de Grande-Pologne, en grande partie sur le Słupca (incluant les communes de Powidz, Orchowo, Ostrowite et Słupca), et tient son nom du village de Powidz.
Le parc protège une région variée, constituée d'un grand nombre de lacs, résultants d'une forte activité glaciaire, dont le plus important est le lac de Powidz (pl) (couvrant plus de 1 000 hectares). La faune et la flore sont également très riches, comprenant beaucoup d'espèces protégées. En effet, on dénombre 174 espèces d'oiseaux et 34 espèces de mammifères, ainsi que 22 espèces de poissons répartis dans les différents lacs. Pour la flore, on a recensé 990 espèces de plantes vasculaires dans 216 réserves végétales.

## Galerie d'images

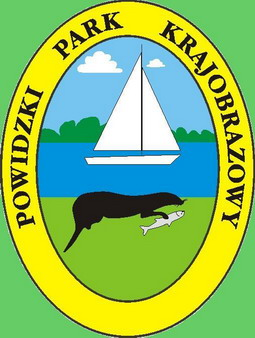
Logo du parc.
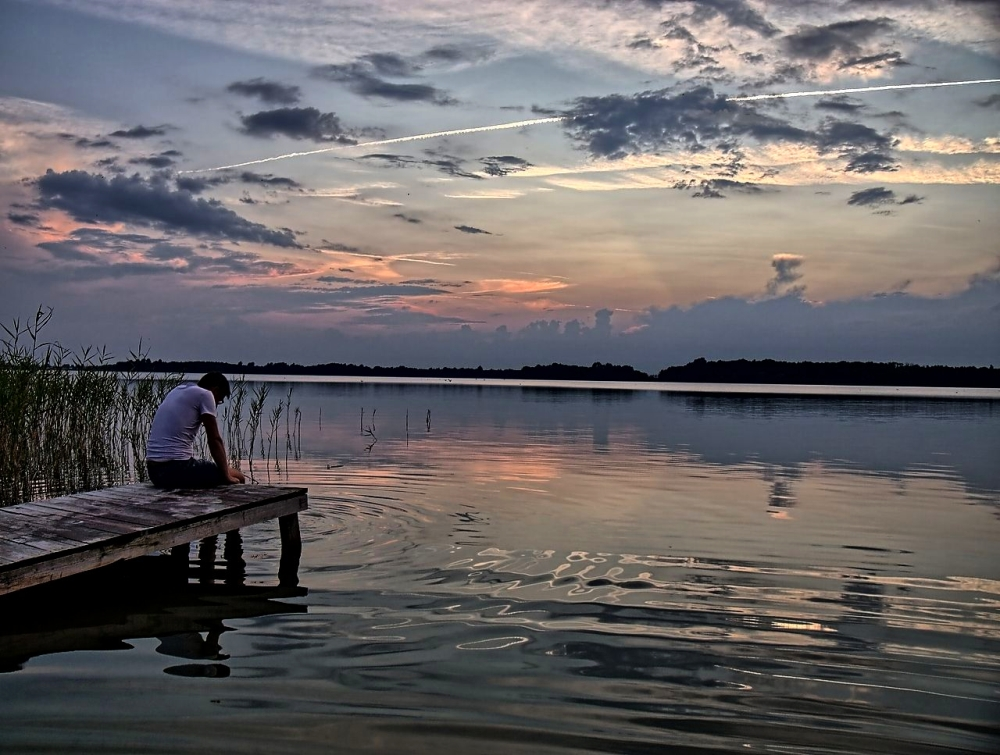
Le lac Niedzięgiel.
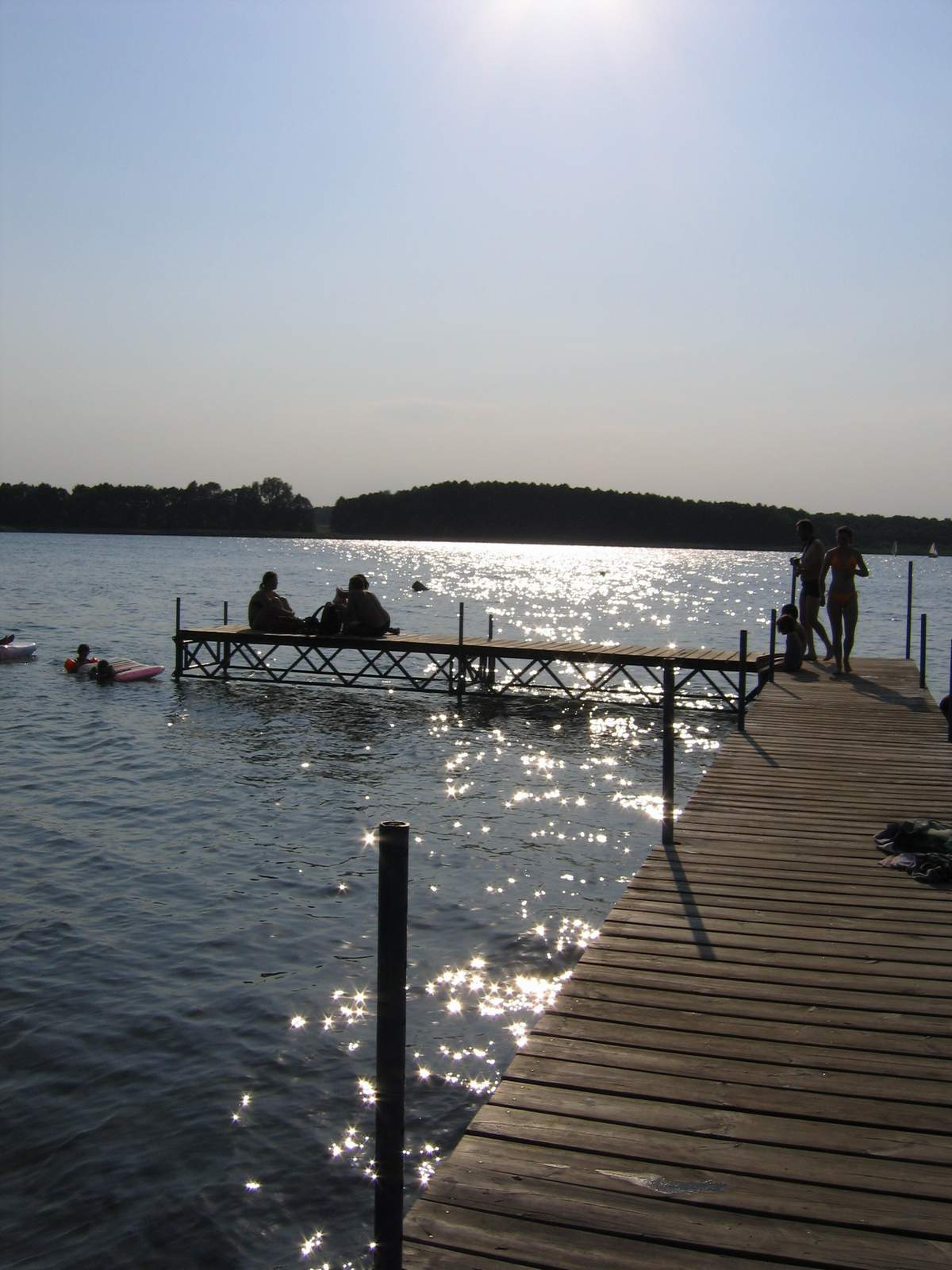
Le lac de Powidz à Giewartów.